# David Smith
David Smith (Los Angeles, 15 de maio de 1985) é um jogador de voleibol estadunidense, medalhista olímpico. Com a aposentadoria de David Lee, Smith se torna o primeiro deficiente auditivo a ser capitão de uma seleção.[carece de fontes?]

## Carreira
Smith foi membro da seleção estadunidense de voleibol masculino que conquistou a Copa do Mundo em 2015.
Em 2016, representou seu país nos Jogos Olímpicos no Rio de Janeiro.